# Baía de Passamaquoddy
A Baía de Passamaquoddy (em inglês:  Passamaquoddy Bay) é uma enseada da Baía de Fundy, entre o Maine e Nova Brunswick, na foz do rio St. Croix.
Depois da Revolução Americana, a Baía de Passamaquoddy foi local de um activo contrabando.